# Tunggakcerme
Tunggakcerme is een bestuurslaag in het regentschap Probolinggo van de provincie Oost-Java, Indonesië. Tunggakcerme telt 2933 inwoners (volkstelling 2010).